# Đường cao tốc đô thị Dongbu
Đường cao tốc đô thị Dongbu (Tiếng Hàn: 동부간선도로, Hanja: 東部幹線道路) là tuyến đường huyết mạch ở Seoul nối liền Giao lộ Bokjeong (Nút giao thông Jangji) ở Jangji-dong, Songpa-gu, Seoul và Nút giao thông Sangchon ở Jangam-dong, Uijeongbu-si, Gyeonggi-do. Tổng chiều dài của con đường này là 32,53km và là con đường thứ 6 trong số các tuyến đường huyết mạch Bắc Nam ở Seoul.

## Điểm dừng
Seoul
- Songpa-gu - Gangnam-gu - Gwangjin-gu - Seongdong-gu - Dongdaemun-gu / Gwangjin-gu - Dongdaemun-gu / Jungnang-gu - Nowon-gu

Gyeonggi-do
- Uijeongbu-si

## Danh sách các cơ sở

### Đoạn phía Nam sông Hán
IC: Nút giao (나들목)
JC: Giao lộ (분기점)
BR: Cầu (교량)
| Loại                                                     | Tên                                                      | Tên                                                      | Kết nối                                                  | Vị trí                                                   | Vị trí                                                   | Ghi chú |
| Loại                                                     | Tiếng Anh                                                | Hangul                                                   | Kết nối                                                  | Vị trí                                                   | Vị trí                                                   | Ghi chú |
| Kết nối trực tiếp với Đường cao tốc đô thị Bundang-Suseo | Kết nối trực tiếp với Đường cao tốc đô thị Bundang-Suseo | Kết nối trực tiếp với Đường cao tốc đô thị Bundang-Suseo | Kết nối trực tiếp với Đường cao tốc đô thị Bundang-Suseo | Kết nối trực tiếp với Đường cao tốc đô thị Bundang-Suseo | Kết nối trực tiếp với Đường cao tốc đô thị Bundang-Suseo | Kết nối trực tiếp với Đường cao tốc đô thị Bundang-Suseo                                                                         |
| -------------------------------------------------------- | -------------------------------------------------------- | -------------------------------------------------------- | -------------------------------------------------------- | -------------------------------------------------------- | -------------------------------------------------------- | --- |
| IC                                                       | Bokjeong                                                 | 복정 교차로                                              | Heolleung-ro                                             | Seoul                                                    | Songpa-gu                                                | Điểm bắt đầu Thông qua giao lộ Ga Bokjeong, Quốc lộ 3, Songpa IC (Đường cao tốc vành đai 1 vùng thủ đô Seoul) chỉ có thể rẽ phải |
| IC                                                       | Wirye IC                                                 | 위례 나들목                                              | Tancheondong-ro                                          | Seoul                                                    | Songpa-gu                                                | Đoạn Cầu cạn Tancheon Chỉ có thể vào hướng cầu Cheongdam Hướng đi Bundang                                                        |
| IC                                                       | Jagok IC                                                 | 자곡 나들목                                              | Jagok-ro                                                 | Seoul                                                    | Gangnam-gu                                               | Đoạn Cầu cạn Tancheon Chỉ có thể vào hướng cầu Cheongdam Hướng đi Bundang                                                        |
| IC                                                       | Suseo IC                                                 | 수서 나들목                                              | Tỉnh lộ 23 (Yangjae-daero)                               | Seoul                                                    | Gangnam-gu                                               | Đoạn Hầm chui Suseo Chỉ có thể vào hướng Cheongdam Hướng đi Bundang                                                              |
| IC                                                       | Cầu Tancheon 1                                           | 탄천1교                                                  | Đường vành đai Nambu                                     | Seoul                                                    | Gangnam-gu                                               | Đoạn Cầu cạn Tancheon 2 Chỉ có thể vào hướng cầu Cheongdam Hướng đi Bundang                                                      |
| JC                                                       | Phía Nam cầu Cheongdam                                   | 청담대교 남단                                            | Olympic-daero Bongeunsa-ro                               | Seoul                                                    | Gangnam-gu                                               | Đoạn Cầu cạn Tancheon 2 Chỉ có thể vào hướng cầu Cheongdam Hướng đi Bundang Chỉ đi theo hướng cầu Cheongdam từ Đền Bongeunsa     |
| BR                                                       | Cầu Cheongdam                                            | 청담대교                                                 |                                                          | Seoul                                                    | Gangnam-gu                                               | |
| BR                                                       | Cầu Cheongdam                                            | 청담대교                                                 | Gwangjin-gu                                              | Seoul                                                    |                                                          | |
| JC                                                       | Phía Bắc cầu Cheongdam                                   | 청담대교 북단                                            | Quốc lộ 46 (Gangbyeonbuk-ro) Neungdong-ro                | Seoul                                                    |                                                          | |
| 강변북로와 직결                                          |                                                          |                                                          |                                                          |                                                          |                                                          | |

### Đoạn đi trùng với Gangbyeonbuk-ro
Đoạn Cầu Cheongdam ~ Cầu Seongsu đi trùng với Gangbyeonbuk-ro (Tuyến đường thành phố Seoul số 70, Quốc lộ 46 , Tỉnh lộ 23).
- Đầu phía bắc Cầu Cheongdam
- Đầu phía bắc Cầu Yeongdong
- Giao lộ Cầu Seongsu

### Đoạn phía Bắc sông Hán
- IC : Nút giao thông (나들목)
- JC : Giao lộ (분기점)
- IS : Giao lộ (평면교차로)
- BR : Cầu (교량)
- UD : Hầm chui (지하차도)

- Những nơi không biết tên được chỉ định trong ngoặc đơn.
- (■): Chỉ theo hướng cầu Seongsu
- (■): Chỉ theo hướng Uijeongbu

| Loại                                           | Tên                        | Tên                  | Kết nối                                             | Vị trí      | Vị trí                               | Ghi chú                                                                          |
| Loại                                           | Tiếng Anh                  | Hangul               | Kết nối                                             | Vị trí      | Vị trí                               | Ghi chú                                                                          |
| ---------------------------------------------- | -------------------------- | -------------------- | --------------------------------------------------- | ----------- | ------------------------------------ | -------------------------------------------------------------------------------- |
| JC                                             | Cầu Seongsu                | 성수대교 분기점      | Quốc lộ 46 (Gangbyeonbuk-ro) Eonju-ro               | Seoul       | Seongdong-gu                         |                                                                                  |
| IC                                             | Cầu Yongbi                 | 용비교               | Ttukseom-ro                                         | Seoul       | Seongdong-gu                         | Chỉ theo hướng cầu Seongsu                                                       |
| IC                                             | Cầu Eungbong               | 응봉교               | Gosanja-ro                                          | Seoul       | Seongdong-gu                         | Chỉ theo hướng Uijeongbu                                                         |
| JC                                             | Seongdong JC               | 성동 분기점          | Đường vành đai Naebu                                | Seoul       | Seongdong-gu                         | Chỉ theo hướng Uijeongbu Chỉ theo hướng cầu Seongsu                              |
| BR                                             | Cầu Songjeong              | 송정교               |                                                     | Seoul       | Seongdong-gu                         |                                                                                  |
| IC                                             | Cầu Gunja                  | 군자교               | Cheonho-daero                                       | Seoul       | Seongdong-gu                         |                                                                                  |
| IC                                             | Cầu Gunja                  | 군자교               | Cheonho-daero                                       | Seoul       | Tây: Dongdaemun-gu Đông: Gwangjin-gu |                                                                                  |
| IC                                             | Cầu Jangan                 | 장안교               | Sagajeong-ro                                        | Seoul       | Tây: Dongdaemun-gu Đông: Jungnang-gu |                                                                                  |
| IC                                             | Cầu Jungnang               | 중랑교               | Quốc lộ 6 (Mangu-ro)                                | Seoul       | Tây: Dongdaemun-gu Đông: Jungnang-gu |                                                                                  |
| JC                                             | Cầu Wolleung (Wolleung IC) | 월릉교 (월릉 나들목) | Đường cao tốc Bukbu Hwarang-ro Madeul-ro Seombat-ro | Seoul       | Nowon-gu                             | Đường cao tốc Bukbu chỉ có thể đi theo cả hai hướng theo hướng Hawolgok          |
| IC                                             | Cầu Wolgye 1               | 월계1교              | Wolgye-ro Hangeulbiseong-ro                         | Seoul       | Nowon-gu                             |                                                                                  |
| BR                                             | Cầu Danghyeon 4            | 당현4교              |                                                     | Seoul       | Nowon-gu                             | ■Đoạn Hầm chui Choansan                                                          |
| IC                                             | (Trước Choansan)           | (초안산 앞)          | Madeul-ro                                           | Seoul       | Tây: Dobong-gu Đông: Nowon-gu        | Có thể vào từ hướng cầu Seongsu                                                  |
| IS                                             | Cầu Nokcheon               | 녹천교               | Deongneung-ro                                       | Seoul       | Tây: Dobong-gu Đông: Nowon-gu        | ■Đoạn Hầm chui Maedeul ■Đoạn Hầm chui Dobong                                     |
| IS                                             | (Không xác định)           | (명칭 미상)          | Dongil-ro 213-gil                                   | Seoul       | Tây: Dobong-gu Đông: Nowon-gu        | ■Đoạn Hầm chui Dobong                                                            |
| IS                                             | (Không xác định)           | (명칭 미상)          | Dongil-ro 215-gil                                   | Seoul       | Tây: Dobong-gu Đông: Nowon-gu        | ■Đoạn Hầm chui Dobong                                                            |
| IS                                             | Cầu Changdong              | 창동교               | Nohae-ro                                            | Seoul       | Tây: Dobong-gu Đông: Nowon-gu        | ■Đoạn Hầm chui Nowon ■Đoạn Hầm chui Dobong                                       |
| IC                                             | (Trước Jaungo)             | (자운고 앞)          | Madeul-ro                                           | Seoul       | Tây: Dobong-gu Đông: Nowon-gu        | Có thể vào từ hướng cầu Seongsu ■Đoạn Hầm chui Dobong                            |
| IS                                             | Cầu Sanggye                | 상계교               | Nowon-ro Banghak-ro                                 | Seoul       | Tây: Dobong-gu Đông: Nowon-gu        | Có thể vào từ hướng cầu Seongsu ■Đoạn Hầm chui Sanggye ■Đoạn Hầm chui Dobong     |
| IS                                             | (Không xác định)           | (명칭 미상)          | Hangeulbiseong-ro                                   | Seoul       | Nowon-gu                             | ■Đoạn Hầm chui Dobong                                                            |
| IS                                             | (Không xác định)           | (명칭 미상)          | Dongil-ro 227-gil                                   | Seoul       | Nowon-gu                             | ■Đoạn Hầm chui Dobong                                                            |
| IS                                             | (Không xác định)           | (명칭 미상)          | Suraksan-ro                                         | Seoul       | Nowon-gu                             |                                                                                  |
| IS                                             | Cầu Nowon                  | 노원교               | Quốc lộ 3 (Dongil-ro 243-gil)                       | Seoul       | Nowon-gu                             | Đoạn Cầu vượt Surak Chỉ dành cho hướng Uijeongbu Có thể vào từ hướng cầu Seongsu |
| IC                                             | (Hầm Surak)                | (수락지하차도)       | Quốc lộ 3 (Dongil-ro)                               | Seoul       | Nowon-gu                             | Chỉ dành cho hướng Uijeongbu Có thể vào từ hướng cầu Seongsu                     |
| UD                                             | Hầm Sangdo                 | 상도지하차도         |                                                     | Gyeonggi-do | Uijeongbu-si                         | Không có lối vào                                                                 |
| UD                                             | Hầm Jangam                 | 장암지하차도         |                                                     | Gyeonggi-do | Uijeongbu-si                         | Không có lối vào                                                                 |
| IC                                             | Sangchon IC                | 상촌 나들목          | Quốc lộ 3 (Dongil-ro)                               | Gyeonggi-do | Uijeongbu-si                         | Điểm kết thúc                                                                    |
| Kết nối trực tiếp với Dongil-ro trên Quốc lộ 3 |                            |                      |                                                     |             |                                      |                                                                                  |

## Hình ảnh

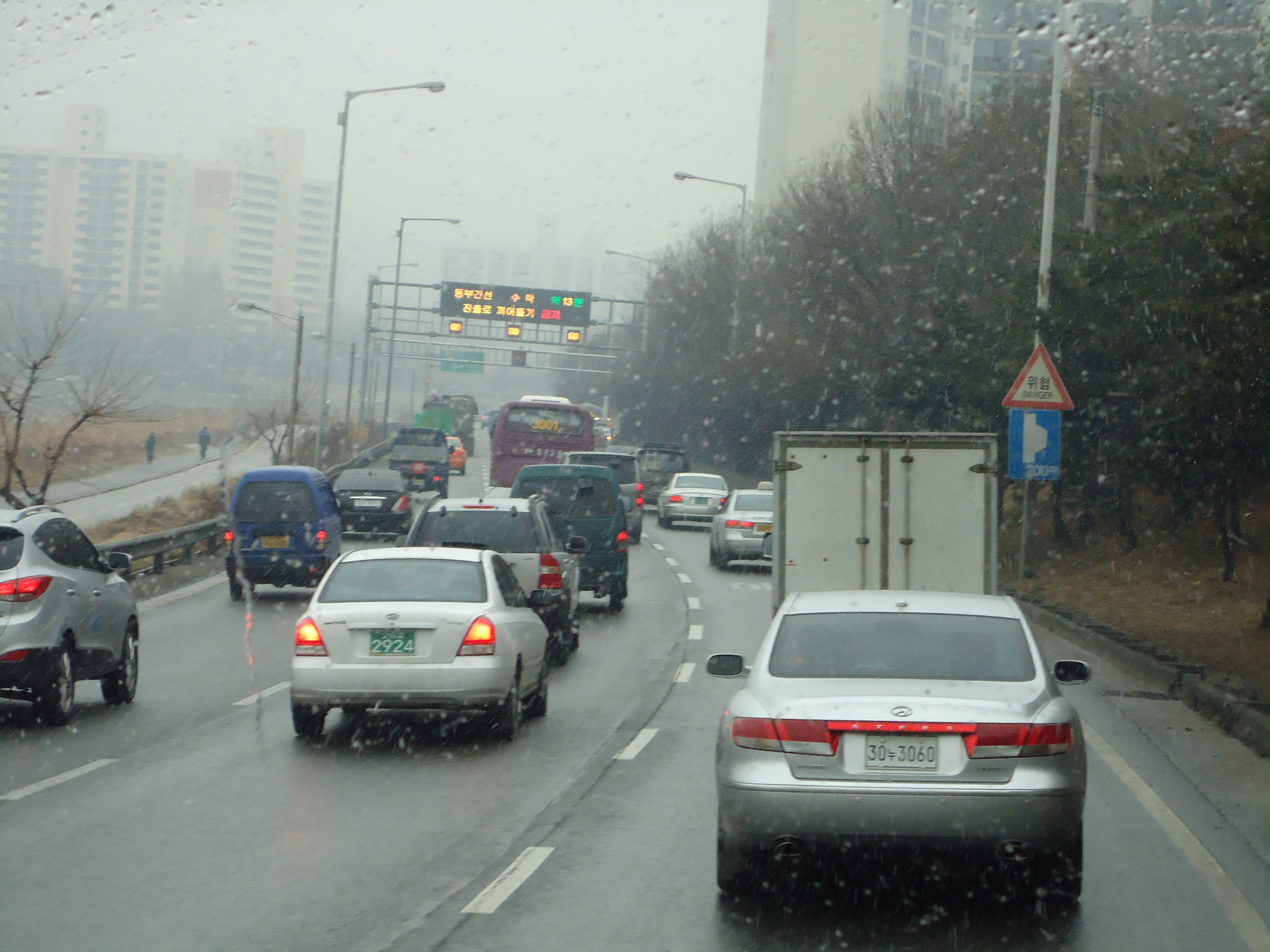
Đường cao tốc đô thị Dongbu là một trong những tuyến đường thường xuyên ùn tắc suốt ngày.
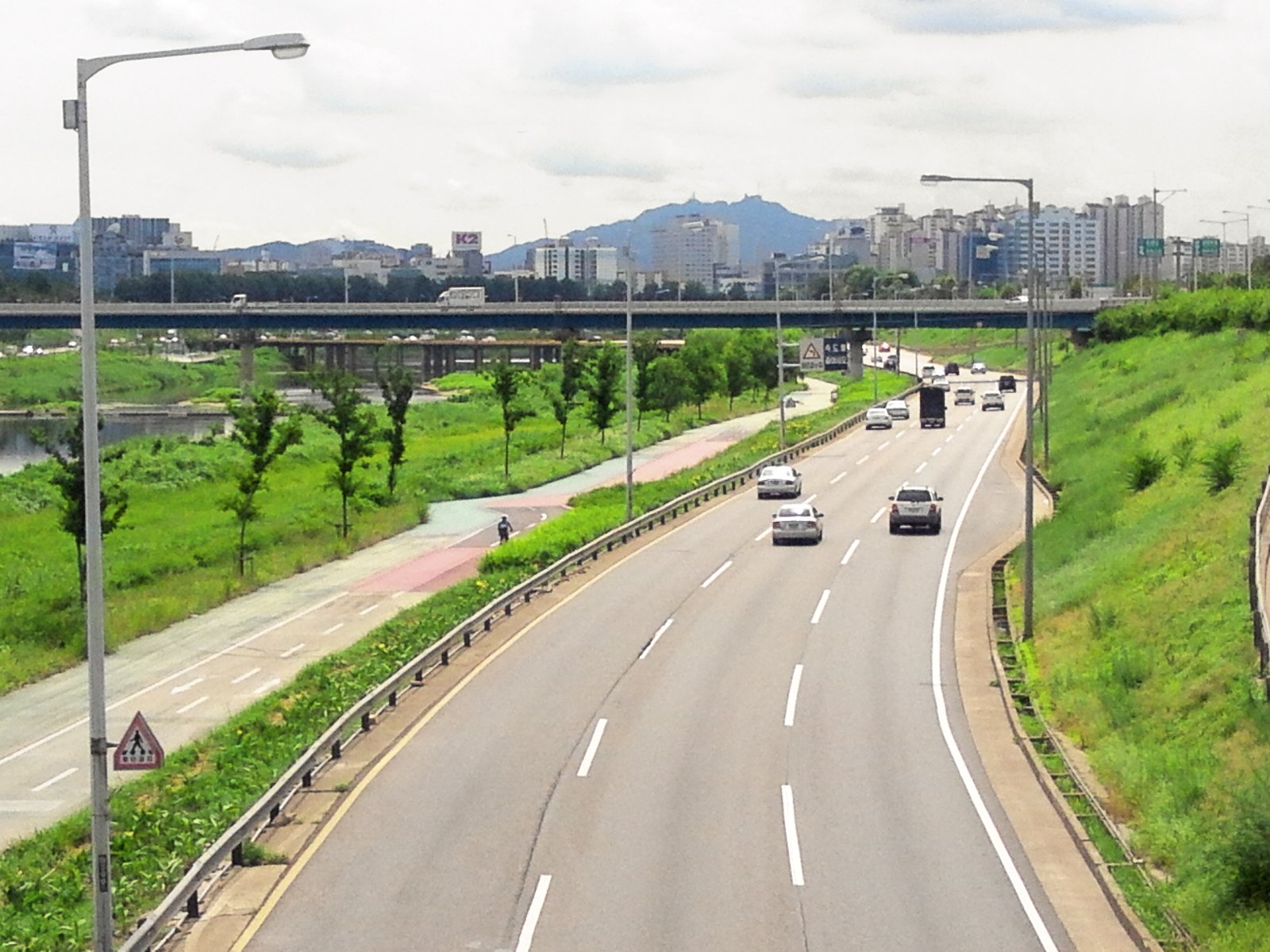
Đường cao tốc đô thị Dongbu hướng Bokjeong (Gần cầu Songjeong)
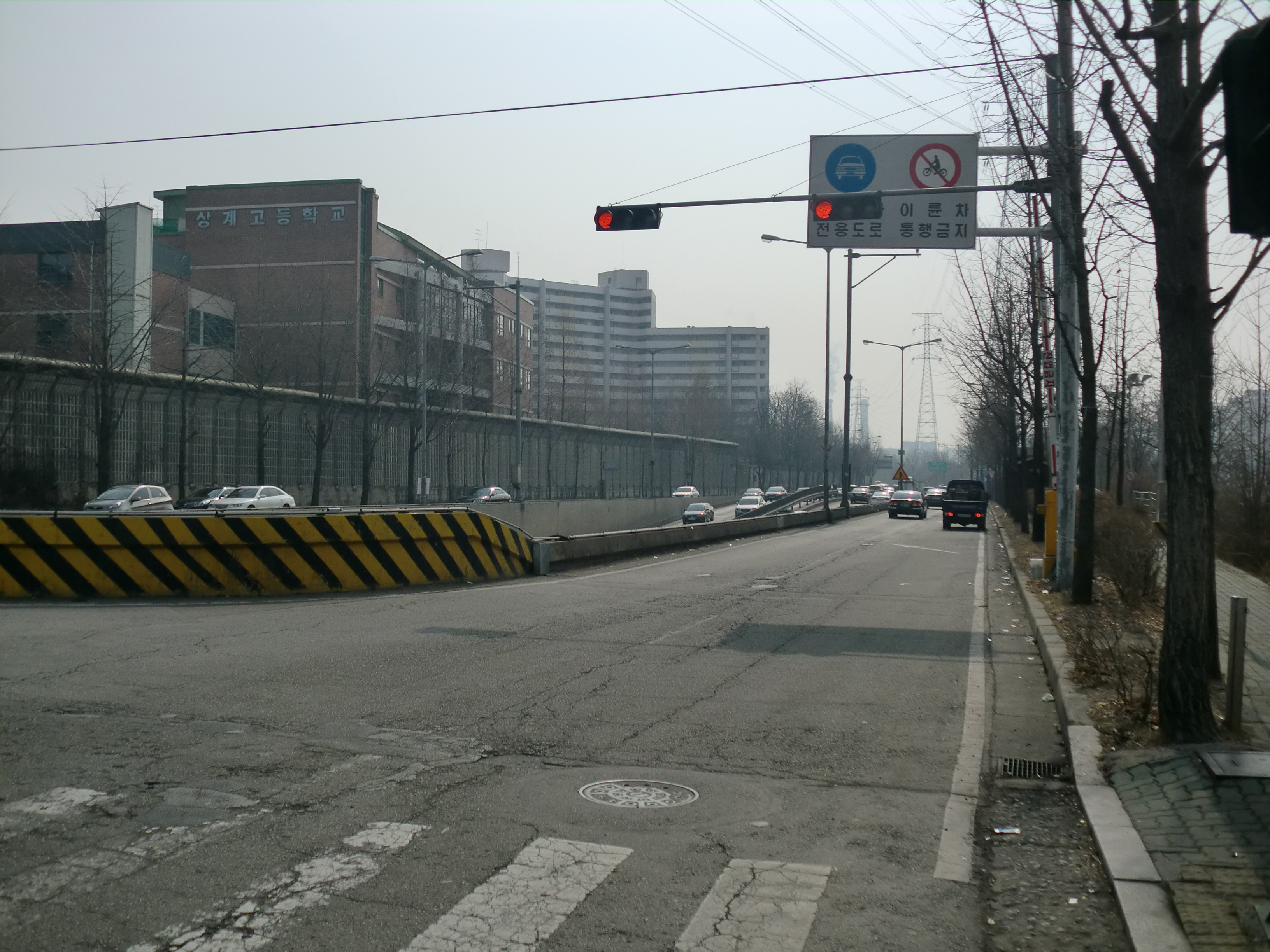
Hướng Bokjeong gần cầu Changdong (hiện tại, chỉ có thể vào từ hướng Uijeongbu.)
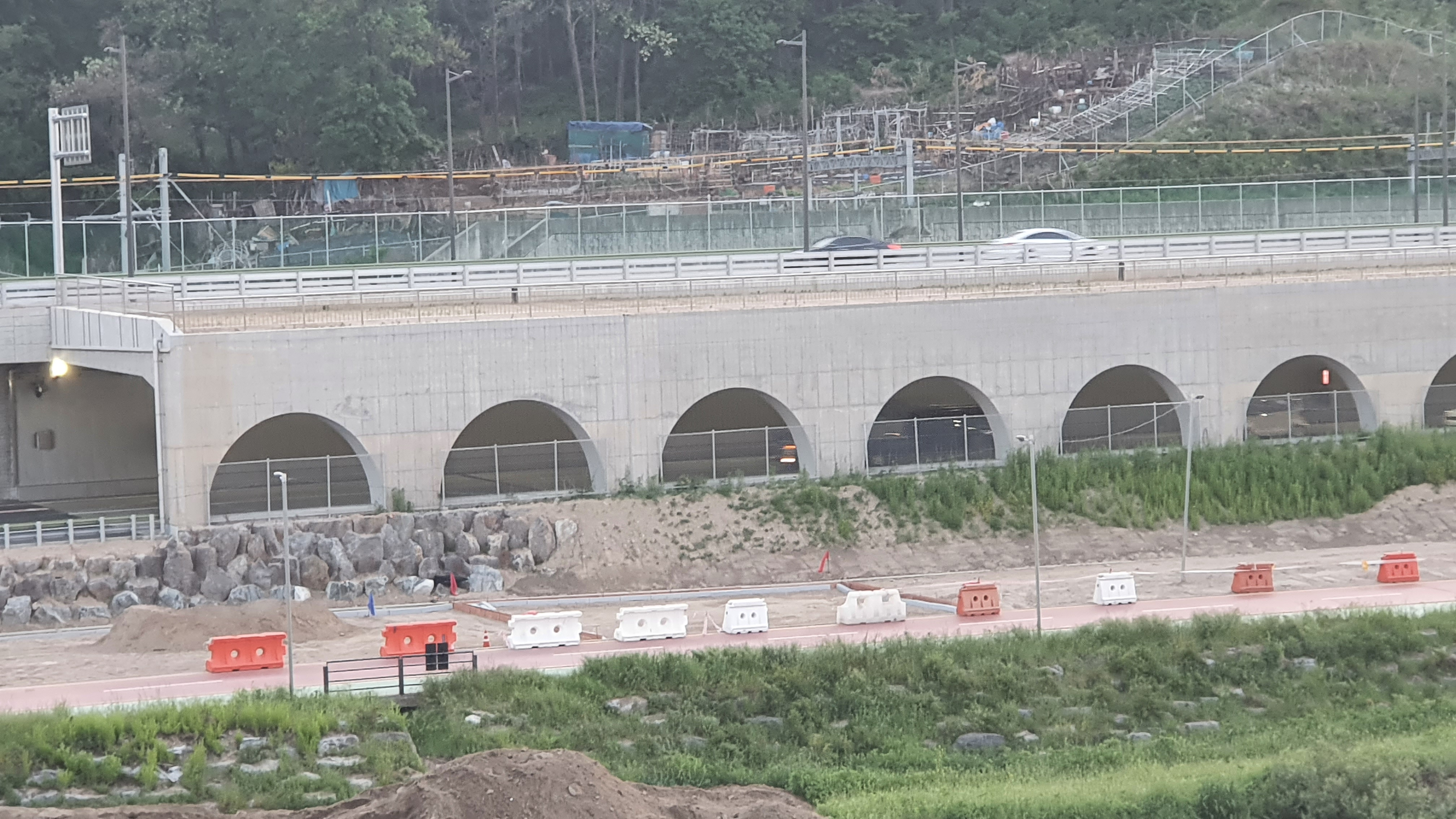
Đoạn Wolgye-dong sau dự án mở rộng Đường cao tốc đô thị Dongbu. Do công việc mở rộng, cầu Hagye, chỉ bắc qua suối Jungnangcheon theo hướng Bokjeong đã bị phá bỏ.
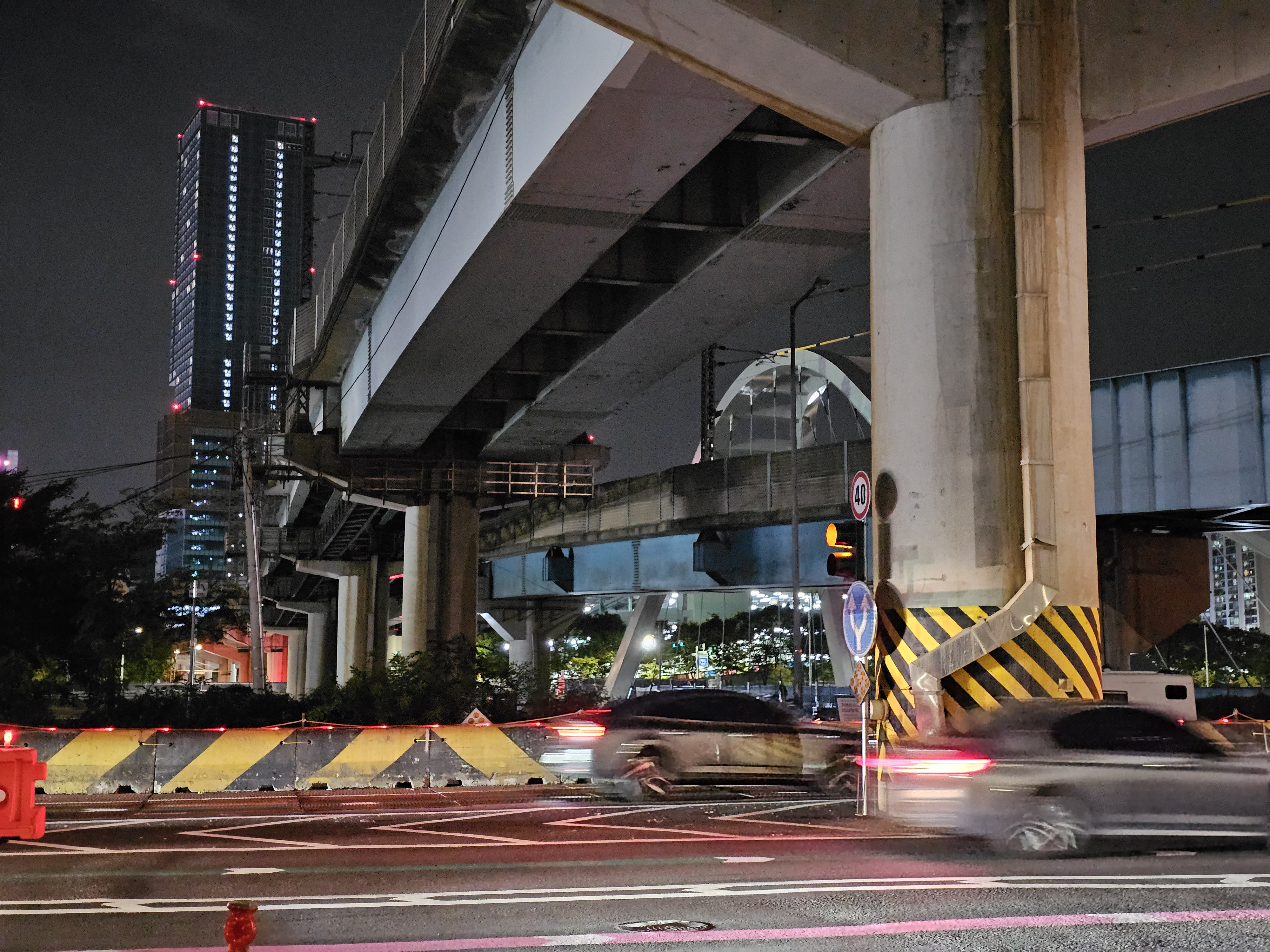
Đoạn Sanggye-dong của Đường cao tốc đô thị Dongbu hướng Uijeongbu và Cầu Đường sắt Changdong trên Tàu điện ngầm vùng thủ đô Seoul tuyến 4